# Asteridea croniniana
Asteridea croniniana là một loài thực vật có hoa trong họ Cúc. Loài này được (F.Muell.) Kroner mô tả khoa học đầu tiên năm 1980.